# Park Jong-Min

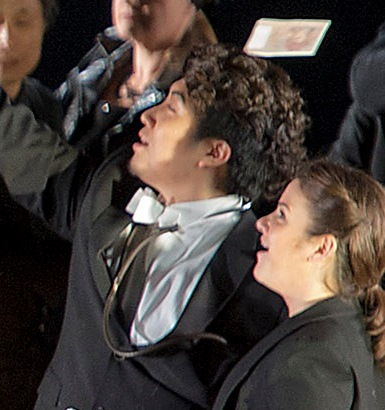
Park Jong-Min

Park Jong-Min, auch Jongmin Park oder Jong Min Park (geboren 17. November 1986 in Seoul) ist ein südkoreanischer Opernsänger (Bass).

## Leben
Jong-Min Park gewann als Schüler den ersten Preis beim XVII. Wettbewerb der National Association for Music und Gold beim dritten Wettbewerb der National Company of Lyric Opera. Er studierte Gesang an der Korea National University of Arts in Seoul, dann an der Akademie der Mailänder Scala bei Mirella Freni, Luciana Serra, Luigi Alva, Renato Bruson und Vincent Scalera. Vom Beginn der Spielzeit 2010/2011 war er festes Ensemblemitglied in Hamburg. Von 2013 bis 2020 war er Mitglied des Ensembles der Wiener Staatsoper.
Zu seinem Repertoire gehören u. a. der Sarastro aus der Zauberflöte, Sparafucile aus Rigoletto, Bartolo aus Figaros Hochzeit und den König aus Aida. 2025 singt er den Veit Pogner in den "Meistersingern von Nürnberg" bei den Bayreuther Festspielen. 

## Auszeichnungen und Wettbewerbe
- 2007: „Prix de la Chambre Professionelle des directeurs d’Opera“ beim Hans-Gabor-Belvedere-Wettbewerb, Wien.[3]
- 2008: Erster Preis in der Gesamtkategorie „Männer“ sowie Kritikerpreis beim XII. Internationalen Gesangswettbewerb in Bilbao.[4]
- 2009: „Klassikstar 2009“ beim Gesangswettbewerb „Stella Maris“ an Bord der Europa.[3]
- 2010: Förderpreisträger der Hauck & Aufhäuser Kulturstiftung, Frankfurt am Main.[1]
- 2011: Internationaler Gesangswettbewerb Neue Stimmen, 2. Preis und Publikumspreis[5]
- 2015: BBC Cardiff Singer of the World – Liedpreis